# Podlesí (Příbrami járás)
Podlesí település Csehországban, a Příbrami járásban. Podlesí Obecnice, Lhota u Příbramě és Příbram településekkel határos. Lakosainak száma 1106 fő (2024. január 1.).

## Népesség
A település lakosságának változását az alábbi diagram mutatja:
| Lakosok száma | 1195 | 1232 | 1035 | 992  | 934  | 848  | 1084 | 1086 | 1099 | 1106 |
|               | 1869 | 1890 | 1921 | 1950 | 1980 | 2001 | 2017 | 2019 | 2022 | 2024 |